# Adina Blady-Szwajger
Adina Irena Blady-Szwajger (auch Szwajgier), geborene Świdowska (geboren am 21. März 1917 in Warschau; gestorben am 19. Februar 1993 in Łódź) war eine polnische Kinderärztin jüdischer Herkunft, tätig im Warschauer Ghetto, und Buchautorin.

## Leben

### Kindheit und Studium
Adina Blady wurde in Warschau geboren, wo sie am jüdischen Mädchengymnasium „Jehudyja“ 1934 das Abitur ablegte und anschließend an der Universität Warschau das Medizinstudium begann. Im Juli 1939 heiratete sie den Jurastudenten Stefan Szpigielman. Ihr Studium, welches im Wintersemester 1939/40 enden sollte, konnte sie nach dem deutschen Überfall auf Polen nicht abschließen.

### Zweiter Weltkrieg
Während der dreiwöchigen Belagerung Warschaus arbeitete sie ununterbrochen in einer improvisierten Verbandsstation, bevor sie im Oktober 1939 in den Osten floh. Bis Dezember blieb sie in Lwów, bevor sie nach Warschau zurückkehrte.
Am 11. März 1940 begann sie ihre ärztliche Tätigkeit im Bersohn-Bauman-Kinderkrankenhaus unter Anna Braude-Hellerowa. Zu diesem Zeitpunkt war das Krankenhaus noch ein normales Kinderkrankenhaus, das mit der Errichtung des Ghettos in dieses einbezogen wurde. Am 16. November 1940 wurde das Ghetto ohne Vorwarnung abgeriegelt. Nun stiegen die Zahlen der kranken und verhungernden Kinder, insbesondere die der Ärmsten, der Vertriebenen und die der Waisenkinder stark an, die Betten reichten nicht mehr aus und die Sterblichkeit war hoch. Dennoch wurde wissenschaftlich gearbeitet; die Ärzte sahen die klinische Forschung als Ausdruck des geistigen und intellektuellen Widerstands an. 

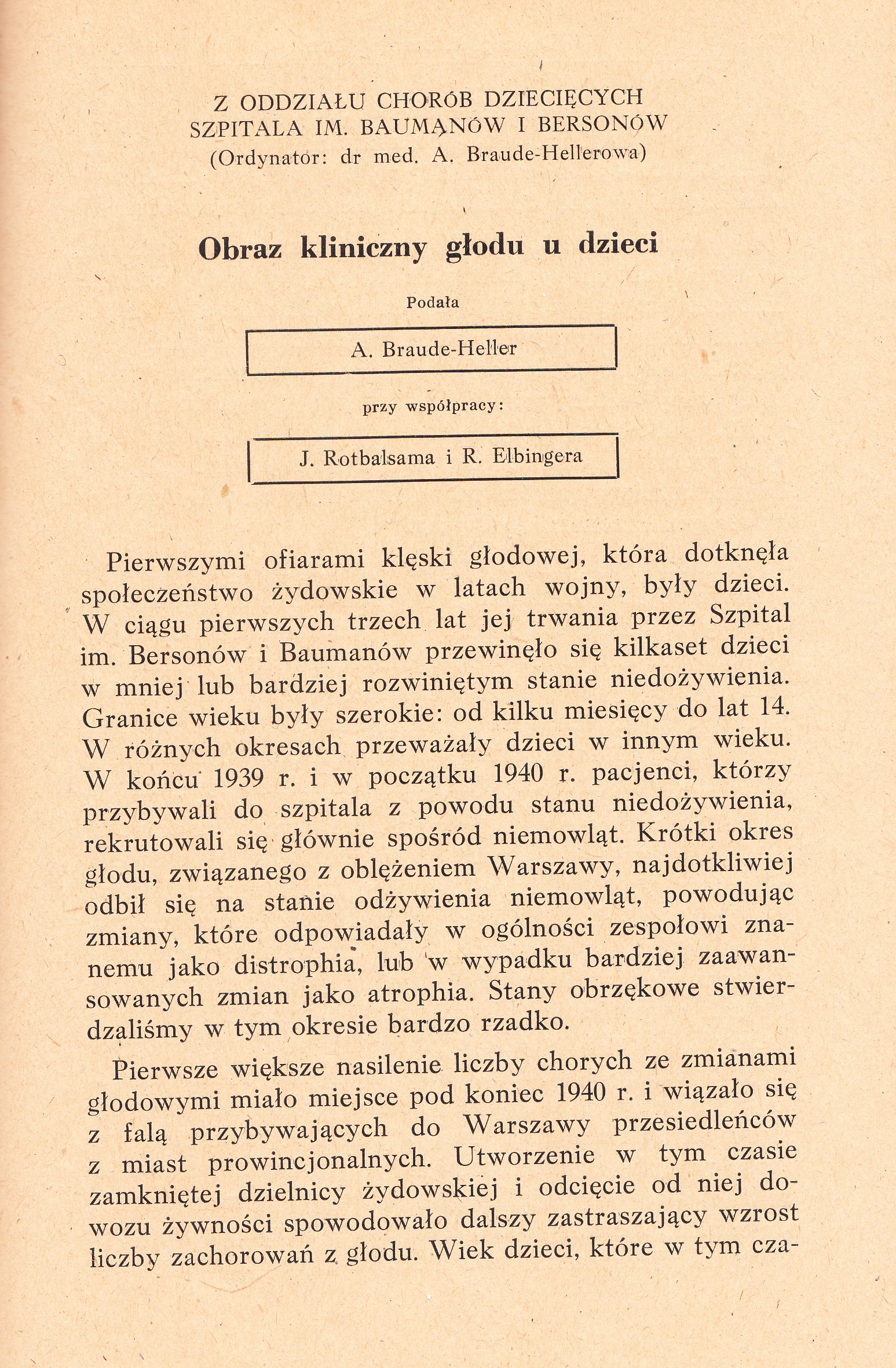
Anna Braude-Heller Hungerkrankheit: Eine klinische Studie über den Hunger im Warschauer Ghetto ab 1942, aus Apfelbaum, Emil (Hrsg.): Die Hungerkrankheit

 Im Herbst 1941 wurde sie in eine Erweiterung des Krankenhauses in der Leszno-Straße versetzt. Sie überlebte die Deportationen nach Treblinka, indem sie untertauchte. Am 25. Januar 1943 konnte sie auf die „arische“ Seite fliehen und wurde Verbindungsoffizierin der Jüdischen Kampforganisation. Sie leistete Kurierdienste, half bei der Flucht aus dem Ghetto, wobei sie ihren Mann Stefan retten konnte, besorgte Dokumente, suchte Wohnungen, schmuggelte Waffen, verteilte Gelder und sammelte für den Koordinierungsausschuss Informationen über Arbeitslager. Ende April 1943 gelang es ihr, sich falsche Papiere auf den Namen Irena Mereminska zu beschaffen. Das Ghetto wurde am 16. Mai 1943 liquidiert. Von da an lebte sie weitgehend unbehelligt. Während des Warschauer Aufstandes arbeitete sie im Chirurgischen Lazarett in der Miodowastraße, später in der Mokotowska-Straße. Am 11. Oktober 1944 begleitete sie Verwundete nach Milanowek und verließ Warschau vor dessen völliger Zerstörung. Bis zur Befreiung lebte sie in Grodzisk Mazowiecki, 30 km südwestlich von Warschau.
Ihr erster Mann, Stefan Szpigielman, der im Judenrat des Ghettos gearbeitet hatte, konnte mithilfe seiner Frau aus dem Ghetto fliehen, starb jedoch unter ungeklärten Umständen. Er hatte seine Erfahrungen dokumentiert, die erstmals 2003 unter dem Titel „Der Krieg zwischen Großdeutschland und den Juden in Warschau 1939–1943“ veröffentlicht wurden, ohne dass zu diesem Zeitpunkt die Identität des Verfassers bekannt war. Erst 2020 wurde eine neue Ausgabe des Buches unter seinem Namen veröffentlicht.

### Nachkriegszeit
Am 25. Januar 1945 nahm sie für das Zentralkomitee der Juden in Polen eine Tätigkeit als Sachbearbeiterin für Kinderangelegenheiten und arbeitete bis zu ihrer Pensionierung als Kinderärztin. Ihre Bücher über ihre Tätigkeit im Ghetto und im Widerstand wurden in viele Sprachen übersetzt. Sie starb in 76-jährig in Łódź und wurde in Warschau begraben. Ihr Grab befindet sich in der Hauptallee des jüdischen Friedhofs an der Okopowa-Straße in Warschau (Friedhofsteil 12, Reihe 2) 

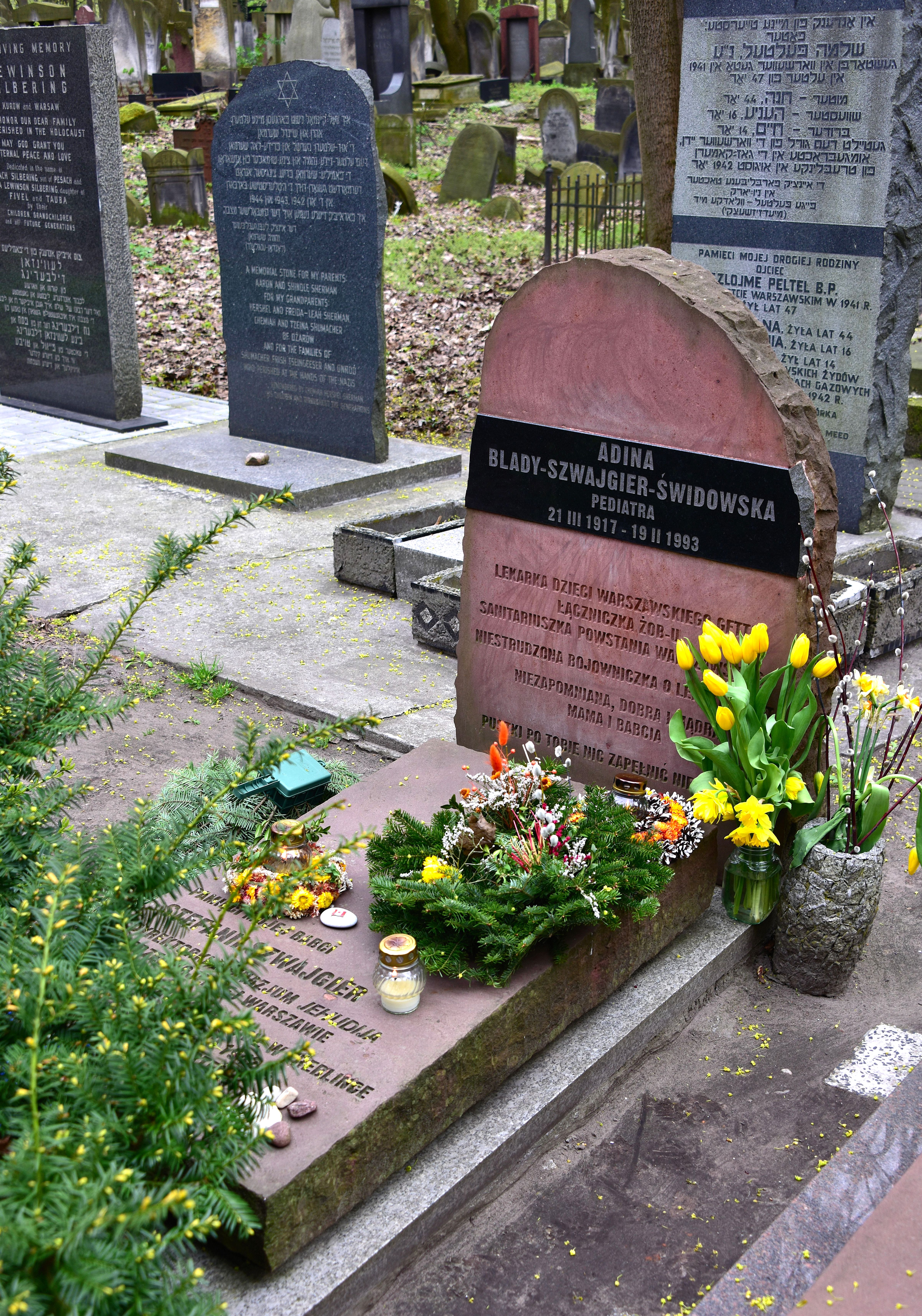
Das Grab Adina Blady-Szwajger, Jüdischer Friedhof an der Okopowa-Straße Warschau

Nach dem Krieg heiratete sie Władysław Świdowski, mit dem sie zwei Töchter hatte, Hanna Zerbe (geb. 1945), die im Gesundheitswesen arbeitete, und die Schauspielerin Alina Świdowska (geb. 1953).